# Clinton, Minnesota
Clinton är en ort i Big Stone County i delstaten Minnesota, USA.